# Ben Swift
Benjamin (Ben) Swift (Rotherham, 5 november 1987) is een Engels wielrenner die anno 2022 rijdt voor INEOS Grenadiers.

## Biografie

### Jeugd
Swift groeide op in de heuvelachtige regio Yorkshire and the Humber in Noord-Engeland, hij begon op zijn twaalfde met koersen bij Mossley CRT.
Hij begon zijn carrière als baanwielrenner. Zo werd hij in 2003 tweede achter Steven Burke in het nationaal kampioenschap scratch bij de nieuwelingen. Ook als junior behaalde hij verschillende nationale titels op de piste, en tijdens de Junior Commonwealth Games, de jeugdeditie van de Gemenebestspelen, werd hij derde op de puntenkoers. Vanaf augustus 2007 mocht Swift stage lopen bij Barloworld. Hij kreeg er echter geen contract en reed in 2008 terug bij de beloften. In dat seizoen eindigde hij als vierde op het wereldkampioenschap.

### Elite
Vanaf 1 januari 2009 kwam Swift uit voor het pas opgerichte Russische Team Katjoesja. Hij tekende er een contract voor twee seizoenen.
Ondanks een doorlopend contract ruilde hij voor aanvang van het seizoen 2010 Katjoesja in voor het pas opgerichte Britse Team Sky waar hij tot en met 2016 reed om daarna een contract te tekenen bij UAE Emirates. Na twee seizoen voor deze ploeg te hebben gereden, keerde hij terug naar Team Sky, waar hij tekende voor één seizoen.
In 2019 volgt Ben zijn neef Connor Swift op als Brits kampioen op de weg.

## Baanwielrennen

### Palmares
| Jaar     | BK                      | EK                   | WK                                 | Overig   |
| Junioren | Junioren                | Junioren             | Junioren                           | Junioren |
| -------- | ----------------------- | -------------------- | ---------------------------------- | -------- |
| 2004     | Puntenkoers             |                      |                                    |          |
| 2005     | Scratch · Achtervolging |                      |                                    |          |
| Beloften |                         |                      |                                    |          |
| 2007     |                         | Ploegenachtervolging |                                    |          |
| Elite    |                         |                      |                                    |          |
| 2004     | Ploegenachtervolging    |                      |                                    |          |
| 2005     | Ploegkoers, Scratch     |                      |                                    |          |
| 2007     | Ploegenachtervolging    |                      |                                    |          |
| 2007     | Puntenkoers             |                      |                                    |          |
| 2008     |                         |                      |                                    |          |
| 2009     | Achtervolging           |                      |                                    |          |
| 2010     |                         |                      | Ploegenachtervolging               |          |
| 2011     |                         |                      |                                    |          |
| 2012     |                         |                      | Scratch · Puntenkoers · Ploegkoers |          |

## Wegwielrennen

### Overwinningen
2008
5e etappe Ronde van de Aostavallei
Coppa della Pace
2009
7e etappe Ronde van Groot-Brittannië
2010
2e etappe Ronde van Picardië
Eindklassement Ronde van Picardië
2011
2e en 6e etappe Tour Down Under
5e etappe Ronde van Castilië en León
5e etappe Ronde van Romandië
2e etappe Ronde van Californië
2012
2e en 5e etappe Ronde van Polen
2014
1e etappe deel A en deel B (ploegentijdrit) Internationale Wielerweek
Puntenklassement Internationale Wielerweek
5e etappe Ronde van het Baskenland
2015
2e etappe Internationale Wielerweek
Puntenklassement Internationale Wielerweek
2016
Puntenklassement Ruta del Sol
2019
 Brits kampioen op de weg, Elite
2021
 Brits kampioen op de weg, Elite

### Resultaten in voornaamste wedstrijden
| Jaar | Ronde van Italië | Ronde van Frankrijk | Ronde van Spanje |
| ---- | ---------------- | ------------------- | ---------------- |
| 2009 | 132e             |                     |                  |
| 2010 |                  |                     | opgave           |
| 2011 |                  | 137e                |                  |
| 2012 |                  |                     | 121e             |
| 2014 | 113e             |                     |                  |
| 2015 |                  |                     |                  |
| 2016 |                  |                     |                  |
| 2017 |                  | 83e                 |                  |
| 2018 |                  |                     |                  |
| 2019 |                  |                     |                  |
| 2020 | 18e              |                     |                  |
| 2021 |                  |                     |                  |
| 2022 | 66e              |                     |                  |
| 2023 | 61e              |                     |                  |
| 2024 | 58e              |                     |                  |
| 2025 |                  |                     |                  |

| Jaar | Milaan-San Remo | Gent-Wevelgem | Ronde van Vlaanderen | Parijs-Roubaix | Amstel Gold Race | Luik-Bast.‑Luik | Ronde van Lombardije | Waalse Pijl | Omloop Het Nieuwsblad | Eschborn-Frankfurt |  | WK op de weg |  | Wereldranglijsten |
| ---- | --------------- | ------------- | -------------------- | -------------- | ---------------- | --------------- | -------------------- | ----------- | --------------------- | ------------------ |  | ------------ |  | ----------------- |
| 2009 |                 |               |                      |                | 56e              |                 |                      | 84e         |                       |                    |  | opgave       |  | 156e (UWK)        |
| 2010 |                 |               |                      |                |                  |                 |                      |             |                       |                    |  |              |  |                   |
| 2011 |                 |               | 111e                 |                |                  |                 |                      |             |                       |                    |  |              |  | 54e (UWT)         |
| 2012 |                 |               |                      |                |                  |                 |                      |             |                       |                    |  | 60e          |  | 98e (UWT)         |
| 2014 | ↑               |               |                      |                | opgave           |                 | opgave               | opgave      |                       |                    |  | 12e          |  | 59e (UWT)         |
| 2015 | 13e             |               |                      |                |                  |                 |                      |             |                       |                    |  | 22e          |  |                   |
| 2016 | ↑               |               |                      |                | opgave           | 44e             | opgave               | 105e        |                       |                    |  | 49e          |  | 55e (UWT)         |
| 2017 | 17e             |               |                      |                | opgave           |                 |                      |             |                       | 10e                |  | 5e           |  | 148e (UWT)        |
| 2018 | 44e             | 127e          | opgave               |                |                  |                 |                      |             | 71e                   |                    |  |              |  |                   |
| 2019 |                 |               |                      |                |                  |                 |                      |             |                       |                    |  | 31e          |  |                   |
| 2020 | 32e             |               |                      |                |                  |                 | opgave               |             | 38e                   |                    |  |              |  |                   |
| 2021 | 77e             |               |                      |                |                  |                 | 98e                  |             |                       |                    |  | opgave       |  |                   |
| 2022 | 108e            | opgave        | 74e                  |                |                  |                 |                      |             | 49e                   |                    |  | 79e          |  |                   |
| 2023 | 73e             |               |                      |                |                  |                 | 103e                 |             |                       |                    |  | opgave       |  |                   |
| 2024 | 113e            | 63e           | opgave               | 58e            |                  |                 | 33e                  |             |                       |                    |  |              |  |                   |
| 2025 | 130e            |               | 108e                 | 81e            |                  |                 |                      |             |                       |                    |  |              |  |                   |

### Resultaten in kleinere rondes
| Jaar | Tour Down Under | Ronde van de VAE | Parijs-Nice | Tirreno-Adriatico | Ronde van Catalonië | Ronde van het Baskenland | Ronde van Romandië | Critérium du Dauphiné | Ronde van Zwitserland | Ronde van Polen | Eneco/BinckBank/Benelux Tour | Ronde van Peking / Ronde van Guangxi |
| ---- | --------------- | ---------------- | ----------- | ----------------- | ------------------- | ------------------------ | ------------------ | --------------------- | --------------------- | --------------- | ---------------------------- | ------------------------------------ |
| 2009 |                 |                  |             |                   |                     | 74e                      |                    |                       |                       |                 |                              |                                      |
| 2010 | 99e             |                  |             |                   |                     |                          | 47e                |                       |                       | 55e             |                              |                                      |
| 2011 | ↑ (2)           |                  |             |                   |                     |                          | 67e (1)            |                       | 106e                  |                 | opgave                       |                                      |
| 2012 |                 |                  |             |                   |                     |                          |                    |                       | opgave                | 79e (2)         |                              |                                      |
| 2013 |                 |                  |             |                   |                     |                          |                    |                       | 141e                  | opgave          | opgave                       |                                      |
| 2014 |                 |                  |             |                   |                     | 58e (1)                  |                    |                       | opgave                | opgave          |                              | 48e                                  |
| 2015 |                 |                  | 31e         |                   |                     | opgave                   |                    |                       |                       |                 |                              |                                      |
| 2016 | 107e            |                  | 34e         |                   | opgave              |                          | 110e               |                       |                       |                 | 37e                          |                                      |
| 2017 | 38e             |                  | 63e         |                   |                     | 106e                     | opgave             | 35e                   |                       |                 | opgave                       |                                      |
| 2018 |                 |                  | opgave      |                   |                     |                          |                    |                       | 109e                  |                 | 69e                          | 63e                                  |
| 2019 |                 |                  |             |                   |                     |                          | 60e                |                       | 23e                   | 24e             |                              | 69e                                  |
| 2020 |                 |                  |             |                   |                     |                          |                    |                       |                       |                 |                              |                                      |
| 2021 |                 |                  | 49e         |                   |                     | opgave                   |                    |                       |                       |                 | 32e                          |                                      |
| 2022 |                 |                  |             | 58e               |                     |                          |                    |                       |                       |                 |                              |                                      |
| 2023 | 70e             | 48e              | 59e         |                   |                     |                          |                    |                       |                       |                 |                              |                                      |
| 2024 | 110e            | 56e              |             |                   |                     |                          |                    |                       |                       |                 |                              |                                      |
| 2025 | 78e             | 46e              | 74e         |                   |                     |                          |                    |                       |                       |                 |                              |                                      |

## Ploegen
- 2007 –  Barloworld (stagiair vanaf 1-8)
- 2009 –  Team Katjoesja
- 2010 –  Sky Professional Cycling Team
- 2011 –  Sky ProCycling
- 2012 –  Sky ProCycling
- 2013 –  Sky ProCycling
- 2014 –  Team Sky
- 2015 –  Team Sky
- 2016 –  Team Sky
- 2017 –  UAE Team Emirates [a]
- 2018 –  UAE Team Emirates
- 2019 –  Team INEOS [b]
- 2020 –  Team INEOS
- 2021 –  INEOS Grenadiers
- 2022 –  INEOS Grenadiers
- 2023 –  INEOS Grenadiers
- 2024 –  INEOS Grenadiers
- 2025 –  INEOS Grenadiers

1. ↑  Tot de Ronde van Abu Dhabi heette de ploeg UAE Abu Dhabi, maar na het aantrekken van Emirates als cosponsor werd de naam veranderd.
2. ↑  De ploeg heette tot 30 april Team Sky, maar na het aantrekken van een nieuwe sponsor heeft de ploeg per 1 mei de huidige naam.

Wielerploegen van Ben Swift
Arreitunandia ·
Augustyn ·
Bonomi ·
Caccia ·
Cárdenas ·
Cheula ·
Cox ·
Degano ·
Guidi ·
Hunter ·
Jefimkin ·
Lewis ·
Longo Borghini ·
Perry ·
Sabido ·
Siwtsow ·
Soler ·
Thomas ·
Corti (stagiair) ·
Swift (stagiair) ·
Rincón (stagiair) 
2008: Geen professionele ploeg, actief als belofte
Bodrogi · 
Botsjarov ·
Broett · 
Colom · 
Dehaes (tot 30/06) ·
Galimzjanov ·
Horrach · 
Ignatjev · 
Ivanov ·
Jeskov ·
Karpets · 
Klimov · 
Markov · 
Mazzanti · 
McEwen · 
Michajlov ·  
Napolitano · 
Petrov · 
Pfannberger · 
Pozzato · 
Rovny · 
Serov · 
Steegmans (tot 31/07) · 
Swift · 
Troesov · 
Vandenbergh · 
Vantomme ·
Debusschere (stagiair) ·
Ovetsjkin (stagiair) 
Arvesen ·
Augustyn ·
Barry ·
Boasson Hagen ·
Calzati ·
Carlström ·
Cioni ·
Cummings · 
Downing ·
Flecha ·
Froome ·
Gerrans ·
Hayman ·
Henderson ·
Kennaugh ·
Löfkvist ·
Nordhaug ·
Pauwels ·
Portal ·
Possoni ·
Stannard ·
Sutton ·
Swift ·
Thomas ·
Viganò ·
Wiggins
Appollonio ·
Arvesen ·
Augustyn ·
Barry ·
Boasson Hagen ·
Carlström ·
Cioni ·
Cummings · 
Downing ·
Dowsett ·
Flecha ·
Froome ·
Gerrans ·
Hayman ·
Henderson ·
Hunt ·
Kennaugh ·
Knees ·
Löfkvist ·
Nordhaug ·
Pauwels ·
Possoni ·
Rogers ·
Stannard ·
Sutton ·
Swift ·
Thomas ·
Urán ·
Wiggins ·
Zandio ·
Puccio (stagiair)
Appollonio ·
Barry ·
Boasson Hagen ·
Cavendish  ·
Eisel ·
Dowsett ·
Flecha ·
Froome ·
Henao ·
Hayman ·
Hunt ·
Kennaugh ·
Knees ·
Löfkvist ·
Nordhaug ·
Pate ·
Porte ·
Puccio ·
Rogers ·
Rowe ·
Siwtsow ·
Stannard ·
Sutton ·
Swift ·
Thomas ·
Urán ·
Wiggins ·
Zandio ·
Martinelli (stagiair) 
Boasson Hagen ·
Boswell ·
Cataldo ·
Dombrowski ·
Eisel ·
Edmondson ·
Froome ·
Henao ·
Hayman ·
Kennaugh ·
Kiryjenka ·
Knees ·
López ·
Pate ·
Porte ·
Puccio ·
Rasch ·
Rowe ·
Siwtsow ·
Stannard ·
Sutton ·
Swift ·
Thomas ·
Tiernan-Locke ·
Urán ·
Wiggins ·
Zandio
Boasson Hagen · Boswell · Cataldo · Deignan · Dombrowski · Earle · Edmondson · Eisel · Froome · Seb. Henao · Ser. Henao · Kennaugh · Kiryjenka · Knees · López · Nieve · Pate · Porte · Puccio · Rasch · Rowe · Siwtsow · Stannard · Sutton · Swift · Thomas · Tiernan-Locke · Wiggins   · Zandio
Boswell · Deignan · Earle · Eisel · Fenn · Froome · Seb.Henao · Ser.Henao · Kennaugh · Kiryjenka   · Knees · König · López · Nieve · Nordhaug · Pate · Poels · Porte · Puccio · Roche · Rowe · Siwtsow · Stannard · Sutton · Swift · Thomas · Viviani · Wiggins   (tot 12/04) · Zandio · Geoghegan Hart (stagiair) · Peters (stagiair)
Boswell · Deignan · Fenn · Froome · Gołaś · Seb.Henao · Ser.Henao · Intxausti · Kennaugh · Kiryjenka   · Knees · König · Kwiatkowski · Landa · López · Moscon · Nieve · Nordhaug · Peters · Poels · van Poppel · Puccio · Roche · Rowe · Stannard · Swift · Thomas · Viviani · Zandio · Doull (stagiair)
Aït el Abdia · Atapuma · Bono · Consonni · Conti · Costa · Đurasek · Ferrari · Ganna · Guardini · Kump · Laengen · Marcato · Meintjes · Mirza · Modolo · Mohorič · Mori · Niemiec · Petilli · Polanc · Ravasi · Swift · Troia  · Ulissi · Zurlo · Lizde (stagiair) · Raboesjenka (stagiair) · Romano (stagiair)
Aït el Abdia · Aru · Atapuma · Bono · Bystrøm · Consonni · Conti · Costa · Đurasek · Ferrari · Ganna · Kristoff  · Laengen · Marcato · Martin · Mirza · Mori · Niemiec · Petilli · Polanc · Ravasi · Raboesjenka · Sutherland · Swift · Troia  · Ulissi
van Baarle · Basso · Bernal · Castroviejo · de la Cruz · Doull · Dunbar · Elissonde · Froome · Ganna · Geoghegan Hart · Gołaś · Halvorsen · Seb. Henao · Kiryjenka · Knees · Kwiatkowski · Lawless · Moscon · Narváez · Poels · Puccio · Rosa · Rowe · Sivakov · Sosa · Stannard · Swift · Thomas
Amador · Basso · Bernal · Carapaz  · Castroviejo · Dennis   · Doull · Dunbar · Froome · Ganna   · Geoghegan Hart · Gołaś · Hayter · Henao · Kiryjenka (t/m 31 januari) · Knees · Kwiatkowski · Lawless · Moscon · Narváez · Puccio · Rivera · Rodriguez · Rowe · Sivakov · Sosa · Stannard · Swift · Thomas · Van Baarle · Wurf (vanaf 1 februari)
Amador · Van Baarle · Basso · Bernal · Carapaz  · Castroviejo · De Plus · Dennis · Doull · Dunbar · Ganna     · Geoghegan Hart · Gołaś · Hayter · Henao · Kwiatkowski · Martínez · Moscon · Narváez · Pidcock (vanaf 1 februari) · Porte ·  Puccio · Rivera · Rodriguez · Rowe · Sivakov · Sosa · Swift · Thomas · Wurf · Yates · Plapp (stagiair)
Amador · Bernal · Carapaz  · Castroviejo · De Plus · Dunbar · Fraile · Ganna   · Geoghegan Hart · E. Hayter · Heiduk · Kwiatkowski · Martínez · Narváez · Pidcock · Plapp · Porte ·  Puccio · Rivera · Rodriguez · Rowe · Sheffield · Sivakov · Swift · Thomas · Tulett · Turner · Van Baarle · Viviani · Wurf · Yates · L. Hayter (stagiair)